# Maruxinho
Os Maruxinhos  são seres encantados do folclore do norte de Portugal no concelho de Chaves. 
São uma espécie de duendes que vivem nas ruínas de velhos castros ou nas grutas subterrâneas que passam por baixo das aldeias. 
Os maruxinhos  são de pequena estatura, franzinos, tem o rosto enrugado e os olhos vivos, são orelhudos e possuem garras em vez de mãos.  Os Maruxinhos são considerados seres espertos e matreiros que escondem-se em qualquer fresta.
Ainda é usada a expressão "És fino como um maruxinho!". para dizer que uma pessoa é esperta e matreira; ou que é miudinha e esguia, e em qualquer frincha se esconde.